# Stefano Corti (comico)
Stefano Corti (Milano, 18 luglio 1985) è un comico e personaggio televisivo italiano.

## Biografia
La carriera artistica di Stefano Corti comincia nel 2005 con la prima esperienza nei villaggi turistici, dove viene in contatto con l'intrattenimento e con lo spettacolo teatrale anche se in forma amatoriale. I villaggi turistici diventano un vero e proprio lavoro che porterà avanti per diversi anni fino a ricoprire il ruolo di capo animazione. Nel 2010 decide di formarsi come attore iscrivendosi alla scuola di teatro Arsenale, dove nel 2012 si diploma.
A fine dello stesso anno viene in contatto con la redazione del programma televisivo Le Iene e a gennaio del 2013 entra a fare parte del cast nella veste di Lello "l'amico dei calciatori", del twerkatore e dell'infiltrato.
Nel 2014 partecipa alla terza edizione del reality show di Rai 2 Pechino Express, vincendo il programma in coppia con l'amico Alessandro Onnis, con il quale dal settembre 2015 è inviato de Le iene.
Dal 2016 diventa conduttore della versione italiana del noto programma statunitense di Rob Dyrdek Ridiculousness - Veri American Idiots, in onda su MTV al canale 133 di Sky. 
Nello stesso anno conduce gli MTV Awards Social Party in diretta da Firenze insieme al suo collega Alessandro Onnis.
Sempre su MTV nel 2016 Stefano Corti e Alessandro Onnis sono protagonisti di Last Cost, un programma ideato proprio da Stefano Corti che li vede viaggiare in tutta Europa e non solo, affrontando le missioni che gli vengono assegnate dal responsabile della loro agenzia di viaggi, interpretata da La Pina di Radio Deejay.
Nel 2016 Stefano Corti ha sostenuto attivamente il progetto 'Gli Angeli’ di Gaetano De Michele, dedicato ai ragazzi diversamente abili di APL Paraplegici di Milano, ANFFAS e ADVI Taranto. Il suo contributo è stato significativo nell'ambito dell'inclusione sociale.
Nel 2017 torna alla conduzione di Ridiculousness - Veri American Idiots, in onda su MTV, e nello stesso anno presta la voce per il commento di Fear Factor, riportato a nuovo da MTV a cinque anni dall'ultima edizione, con la conduzione del rapper e attore Ludacris. Il programma andrà in onda nel 2018 con una seconda stagione in onda nel 2019.
Nel 2017 è ospite nel programma televisivo Bring the Noise, condotto da Alvin.
Nel 2018, Stefano conduce il Comedy Central Tour dal 16 luglio, ogni settimana per sette lunedì alle 21 su Comedy Central (Sky Italia), con i comici più seguiti del panorama italiano che si sono esibiti nelle più belle città d'Italia, tra cui Lerici, Ravenna e Polignano a Mare. 
Nell'aprile del 2018 entra a far parte degli speaker di RTL 102.5 e conduce il programma del weekend insieme ad Alessandro Onnis. La coppia conduce il programma per un'intera stagione, per poi essere affiancati da Daniela Collu.
Nel 2019 è confermato speaker di RTL 102.5. 
Dopo 9 anni è ancora nel cast de Le Iene come inviato.

## Vita privata
Compagno della cantante Bianca Atzei, la coppia nel 2023 ha avuto un figlio: Noa Alexander.

## Televisione
- Le Iene (Italia 1, dal 2013) - inviato
- Pechino Express - Ai confini dell'Asia (Rai 2, 2014) - concorrente
- Ridiculousness Italia (MTV, 2016-2017)
- Last Cost (MTV, 2016)
- MTV Awards Social Party (MTV, 2016-2017)
- Fear Factor (MTV, 2017/2018)
- Comedy Central Tour (Comedy Central, 2018)
- Alessandro Borghese - Celebrity Chef (TV8, 2022) - concorrente
- Le Iene presentano: Inside (Italia 1, 2022)
- Sfide Impossibili (Italia 1, 2024)
- Mtv Cribs (MTV, 2024)
- Battiti Live (2024)
- Yoga Radio Estate (Italia uno, 2025)

## Radio
- RTL 102.5